# Данташ, Жулио
Жулио (Жулиу) Данташ (порт. Júlio Dantas; 19 мая 1876, Лагуш — 25 мая 1962, Лиссабон) — португальский прозаик, поэт, переводчик, журналист. Выдающийся драматург, представитель натуралистической драматургии Португалии. Государственный и дипломатический деятель. Министр образования Португалии (1920). Министр иностранных дел Португалии (1921—1922 и 1923).

## Биография
Сын военного писателя и журналиста. Окончил военное училище в Лиссабоне, затем там же медико-хирургическую школу. С 1902 года служил врачом в португальской армии. Занимался психиатрией.
Политический и общественный деятель, в 1905 году был избран депутатом Кортеса.
В 1906 году был назначен правительственным комиссаром «Театра донны Марии II». Член-корреспондент Лиссабонской академия наук с 1908 года. С 1909 года — профессор истории литературы, директор секции драматического искусства лиссабонской Национальной консерватории.
Министр образования Португалии (1920). Министр иностранных дел (1921—1922 и 1923).
В 1941 году был одним из специальных послов, посланных в Бразилию для укрепления португальской культуры. В 1949 году был назначен послом Португалии в Рио-де-Жанейро.
В 1925 году был одним из основателей и первым президентом Общества португальских писателей и композиторов.

## Творчество
Плодовитый писатель, культивировал различные литературные жанры от поэзии до прозы, автор многих романов, занимался журналистикой. Наиболее известен, как драматург. Примыкал к драматургам реалистического направления, но в некоторых его произведениях проявилось влияние символизма.
В 1899 году написал свою первую пьесу «Тот, кто умирает от любви» (пoст. «Театр Амелии», Лиссабон). Среди его 20 пьес — драмы на исторические сюжеты, комедии, рисующие нравы португальского общества. Ж. Данташ придерживался либерально-демократических взглядов, которые нашли отражение в антиклерикальной направленности исторических драм «Кардинальская вечеря» (1902, «Театр Амелии»), «Святая инквизиция» (1910).
Известность получили его пьесы — «Трагический Вириат» (1900, «Театр Амелии»), написанная под влиянием «Сирано де Бержерака» Э. Ростана, «Строгая» (1901, там же) — «комедия нравов», позднее переработанная им в оперетту, «Фамильный замок» (1903), посвящённая проблеме наследственности, «Зелёный занавес» (1912, «Театр донны Марии II», Лиссабон), «Осень в цвету» (1949, там же) и др. В своих произведениях защищал культ героизма, элегантности и любви, практически всегда строя сюжет своих произведений на фоне восемнадцатого века, подчеркивая декаданс аристократической жизни того времени
Переработал для театра «Ауто о короле Селевке» Камоэнса (1908) и «Каштру» Феррейры (1920). Переводил на португальский язык произведения Софокла, Шекспира, Уайльда и др.

## Награды
- Большой крест ордена Христа (Португалия)
- Большой крест ордена Сантьяго (Португалия)
- Гранд-офицер ордена Сантьяго (Португалия)
- доктор Honoris Causa Университета Бразилии (1949)
- доктор Honoris Causa Университета Коимбры (1954)